# 高鷲村立大日小学校
高鷲村立大日小学校 （たかすそんりつ だいにちしょうがっこう）は、かつて岐阜県郡上郡高鷲村（現・郡上市）に存在した公立小学校。

## 概要
- 校区は蛭ヶ野（現・郡上市高鷲町ひるがの）であった。大日小学校はひるがの高原が戦後開拓されたさいに、入植者の児童のために私設された学校が始まりである。1950年から1960年までは大日中学校を併設し、大日小中学校とも称した。
- 1995年、高鷲小学校鷲見分校、高鷲小学校西洞分校と統合、高鷲北小学校の新設により廃校。
- 校地は高鷲北小学校校地に転用されている。校舎は取り壊されたが、屋内運動場は高鷲北小学校体育館に転用されている。

## 沿革
- 1942年（昭和17年） - 凌霜塾[注釈 2]の農業訓練地として大日道場が蛭ヶ野に建設される。
- 1943年（昭和18年） - 食料増産のため、大規模な開墾が始まる。
- 1945年（昭和20年）9月 - 戦後開拓により、復員者、戦災者の入植が始まる。
- 1946年（昭和21年）11月 - 大日開拓団を結成。入植者児童のため、大日開拓団の団立の私設学校を開校。寺小屋のようなものであったという。
- 1947年（昭和22年）
  - 4月1日 - 高鷲村立高鷲小学校大日分校となる。高鷲中学校大日分校を併設。
  - 12月1日 - 高鷲村立大日小学校として独立。
- 1950年（昭和25年）4月 - 高鷲中学校大日分校が大日中学校として独立。大日小学校に併設される。
- 1956年（昭和31年）9月 - 校舎を新築する（校舎は小中学校共用）。
- 1959年（昭和34年） - 校舎を増築する。
- 1965年（昭和40年）3月 - 大日中学校が廃校。大日小学校は単独校となる。
- 1966年（昭和41年） - 高鷲中学校寄宿舎[注釈 3]を移転し、屋内運動場が完成。
- 1972年（昭和47年） - プールが完成。
- 1981年（昭和56年） - 現在の屋内運動場が完成。
- 1995年（平成7年）3月31日 - 統合により廃校。